# NGC 4252
NGC 4252 este o low-surface-brightness galaxy⁠(d) situată în constelația Fecioara. A fost descoperită în 26 mai 1864 de către Albert Marth. Se află la o distanță de 21,78 de megaparseci de Pământ.